# Liste des œuvres de Johann Strauss II

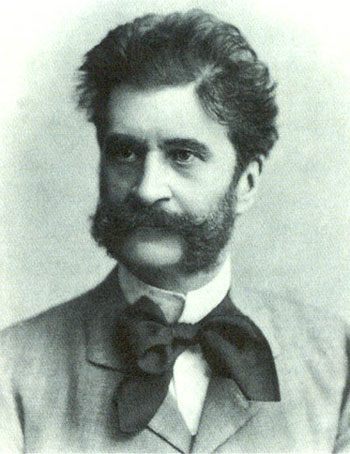
Johann Strauss fils

Ce catalogue est une liste thématique des œuvres de Johann Strauss II.

## Musique symphonique

### Valses
- Épigramme, op. 1
- Les charmeurs, op. 4
- Danses du harem, op. 5
- Les jeunes viennois, op. 7
- Chants du carnaval, op. 11
- Rêves de la jeunesse, op. 12
- Petit bouquet, op. 15
- Chants de la montagne, op. 18
- Chants de Lind, op. 21
- Les Autrichiens, op. 22
- Esprits du temps, op. 25
- Les bons vivants, op. 27
- Les habitants de Zillerthal, op. 30
- Valse d'Irène, op. 32
- Les Joviaux, op. 34
- Valse du bal des architectes, op. 36
- Pérégrinations des chanteurs, op. 41
- Roses sauvages, op. 42
- Danses de la récolte, op. 45
- Histoires de village, op. 47
- Échos sonores de Valachie, op. 50
- Chants de la liberté, op. 52
- Chants des compagnons, op. 55
- Danses nouvelles du Styr, op. 61
- Sons de l'unité, op. 62
- Images de fantaisie, op. 64
- Les garçons de la forêt, op. 66
- Sons éoliens, op. 68
- Les optimistes, op. 70
- Dons de jovialité, op. 73
- Coulées de lave, op. 74
- Danses de Maxing, op. 79
- Chants de sympathie pour Louise, op. 81
- Vers luisants, op. 82
- Enfants de la Patrie, op. 85
- Danses du bal d'Aurore, op. 87
- Jeux des bergers, op. 89
- Les dires de l'Oracle, op. 90
- Chants de Rhadamante, op. 94
- Idylles, op. 95
- Danses de Gambrinus, op. 97
- Coccinelles, op. 99
- Hurlements souterrains de Mephisto, op. 101
- Chants des Windsor, op. 104
- Cinq articles tirés du codex des valses, op. 105
- Les inséparables, op. 108
- Lieder d'amour, op. 114
- Leurres, op. 118
- Chanteurs populaires, op. 119
- Ailes du Phoenix, op. 125
- Les dires de Solon, op. 128
- Chants du punch viennois, op. 131
- Toast de mariage, op. 136
- Feux d'artifice, op. 140
- Vagues et rouleaux, op. 141
- Perce-neige, op. 143
- Amendements législatifs, op. 146
- Ondes sonores, op. 148
- Chroniques de bal, op. 150
- Guirlandes de Myrtes, op. 154
- Papillons de nuit, op. 157
- Panacée musicale, op. 161
- Valse des annotations, op. 163
- Sirènes, op. 164
- On ne vit qu'une fois !, op. 167
- Salves de joie, op. 171
- Pensées depuis les Alpes, op. 172
- Accélération des pulsations, op. 175
- Danses du bal des juristes, op. 177
- Valse des larmes d'adieu, op. 179
- Valse des libellules, op. 180
- Princesse Alexandra, op. 181
- Chants du couronnement, op. 184
- Paroxysmes, op. 189
- Controverses, op. 191
- Vienne, mon âme !, op. 192
- Phénomènes, op. 193
- Dépêches télégraphiques, op. 195
- Souvenir de Nice, op. 200
- Vibrations, op. 204
- Les extravagants, op. 205
- Cycloïdes, op. 207
- Les frères amuseurs, op. 208
- Spirales, op. 209
- Départ de St Pétersbourg, op. 210
- Envol de la pensée, op. 215
- Clair et plein, op. 216
- Feux follets, op. 218
- Allemand, op. 220
- Promotions, op. 221
- Roues, op. 223
- Aventures de voyages, op. 227
- Stimulateur d'Énergie vitale, op. 232
- Sentences, op. 233
- Accélérations, op. 234
- Toujours plus Haut, op. 235
- Thermes, op. 245
- Celui par qui vient la Lumière, op. 247
- Élections, op. 250
- Points nodaux, op. 251
- Dividendes, op. 252
- Rêveries, op. 253
- Premiers soins, op. 261
- Valse des colonnes, op. 262
- Valse des dames patronnesses, op. 264
- Moteurs, op. 265
- Concurrences, op. 267
- Chronique de Vienne, op. 268
- Ambassadeur du carnaval, op. 270
- Article principal, op. 273
- Journaux du matin, op. 279
- Joie des étudiants, op. 285
- Sur les montagnes, op. 292
- Feuilleton, op. 293
- Esprit civique, op. 295
- Danses du bal de la Cour, op. 298
- Pamphlets, op. 300
- Savoir-vivre bourgeois, op. 306
- Bonbons de Vienne, op. 307
- Contes de fées, op. 312
- Le Beau Danube bleu, op. 314
- Vie d'Artiste, op. 316
- Télégramme, op. 318
- Les Publicistes, op. 321
- Contes de la forêt viennoise, op. 325
- Souvenir de Covent-Garden, op. 329
- Illustrations, op. 331
- Aimer, boire et chanter, op. 333
- Chants royaux, op. 334
- Les Joies de la vie, op. 340
- Nouvelle Vienne, op. 342
- Les Mille et une nuits, op. 346
- Sang viennois, op. 354
- Images du carnaval, op. 357
- Chez Nous, op. 361
- Où les Citronniers Fleurissent, op. 364
- Toi et Toi, op. 367
- Valse de Cagliostro, op. 370
- Ô Joli Mai !, op. 375
- Me connais-tu ?, op. 381
- Dans le mille !, op. 387
- Les roses du sud, op. 388
- Images de la mer du nord, op. 390
- Bourgeons de Myrtes, op. 395
- Valse du baiser, op. 400
- Valse italienne, op. 407
- Les voix du printemps, op. 410
- Valse des lagunes, op. 411
- Valse du trésor, op. 418
- Femmes viennoises, op. 423
- Valse d'adèle, op. 424
- Les dames du Danube, op. 427
- Jubilé de l'Empereur, op. 434
- Rêverie et amour, op. 435
- Valse de l'Empereur, op. 437
- Danses du bal de l'hôtel de ville, op. 438
- Grand-Vienne, op. 440
- Embrassez-vous, par millions !, op. 443
- Contes d'Orient, op. 444
- Valse de Ninetta, op. 445
- Danses de noces, op. 453
- Je t'aime bien !, op. 455
- Rotonde de jardin, op. 461
- Avisée petite Gretel !, op. 462
- Fais attention à qui tu te confies !, op. 463
- Aujourd'hui est aujourd'hui !, op. 471
- Sur les bords de l'Elbe, op. 477
- Échos sonores de l'Époque de Raimund, op. 479
- Valse des autographes, posthume

### Polkas
- Joie du cœur, op. 3
- Polka des amazones, op. 9
- Polka tchèque, op. 13
- Polka de la mauvaise farce, op. 17
- Polka des fidèles, op. 26
- Polka du pas sauté, op. 28
- Bacchus-Polka, op. 38
- Polka des explosions, op. 43
- Soupirs liguoriens, op. 57
- Coups de fouet, op. 60
- Polka humoristique, op. 72
- Rendez-vous d'HeiligenStadt, op. 78
- Polka des jolies filles (Heski Holki Polka), op. 80
- Polka de Varsovie, op. 84
- Polka d'Hermann, op. 91
- Polka de Vöslau, op. 100
- Polka d'Albion, op. 102
- Polka de l'harmonie, op. 106
- Polka électro-magnétique, op. 110
- Polka de la fête des fleurs, op. 111
- Polka d'Anne, op. 117
- Polka de l'association des dix, op. 121
- Polka de Satanella, op. 124
- Polka du salut de joie, op. 127
- Polka d'Esculape, op. 130
- Polka des violettes, op. 132
- Polka de l'ours qui danse, op. 134
- Polka de Neuhaus, op. 137
- Polka de Pepita, op. 138
- Polka du retour, op. 142
- La Viennoise, op. 144
- Polka du bal de la bourgeoisie, op. 145
- Polka des muses, op. 147
- Polka d'Élise, op. 151
- Polka de la haute volée, op. 155
- Polka du courrier express, op. 159
- Polka d'Ella, op. 160
- Polka du souvenir, op. 162
- Polka Aurore, op. 165
- Polka de Leopoldstadt, op. 168
- Violettes nocturnes, op. 170
- Polka de Maria Taglioni, op. 173
- Le Papillon, op. 174
- Polka du bal des deshérités, op. 176
- Sans Soucis, op. 178
- L'Inconnue, op. 182
- Polka de Pavlovsk, op. 184
- Demi-Fortune, op. 186
- Une bagatelle, op. 187
- Polka des petits cœurs, op. 188
- Quelque chose de petit, op. 190
- Polka d'Olga, op. 196
- Polka du Spleen, op. 197
- Polka d'Alexandrine, op. 198
- Polka de l'enfantillage, op. 202
- Polka des Hellènes, op. 203
- Concordia, op. 206
- Polka du champagne, op. 211
- La polka du bonbon, op. 213
- Tritsch-Tratsch-Polka, op. 214
- La Favorite, op. 217
- Polka du bal Aurora, op. 219
- Polka du rossignol, op. 222
- Salut à Vienne, op. 225
- Le Kobold, op. 226
- Polka de Niko, op. 228
- Polka des chasseurs, op. 229
- Polka du bal de chambre, op. 230
- Polka drôlerie, op. 231
- Pigeons voyageurs, op. 237
- La Parisienne, op. 238
- Où Résonnent les lieder, op. 239
- Polka Mazurka champêtre, op. 239
- Polka du cortège des masques, op. 240
- Petites fleurs de fantaisie, op. 241
- Polka des bijoux, op. 242
- Polka de la diablotine, op. 244
- Échos de sympathie, op. 246
- Polka des camelias, op. 248
- Polka Hesperus, op. 249
- Polka de la violette, op. 256
- Mouvement perpétuel, op. 257
- Polka des secondes, op. 258
- Polka furioso, op. 260
- Polka des étudiants, op. 263
- Polka de Lucifer, op. 266
- Polka des démolisseurs, op. 269
- Bluette, op. 271
- Polka des patriotes, op. 274
- Polka des paysans, op. 276
- Invitation à la Polka-mazur, op. 277
- Nouvelle vie, op. 278
- Polka du bal des juristes, op. 280
- Train de plaisance, op. 281
- Bon citoyen, op. 282
- Polka des patronesses, op. 286
- Polka de la Néva, op. 288
- Il n'y a qu'une ville impériale, qu'une Vienne, op. 291
- Polka du procès, op. 294
- Épisode, op. 296
- Polka de l'Électrophore, op. 297
- Super joyeux !, op. 301
- Les intemporels, op. 302
- Jeux d'enfants, op. 304
- Présents pour dames, op. 305
- Par force !, op. 308
- Polka des Sylphes, op. 309
- Petit flirt, op. 310
- Express, op. 311
- Feu sauvage, op. 313
- Louange des femmes, op. 315
- Postillon d'amour, op. 317
- Sang léger, op. 319
- Polka de figaro, op. 320
- Ville et campagne, op. 322
- Un cœur, un esprit, op. 323
- Sous le tonnerre et les éclairs, op. 324
- Balles magiques, op. 326
- Joie des chanteurs, op. 328
- Fée Morgane, op. 330
- Vive la Hongrie !, op. 332
- Dans la forêt de Krapfen, op. 336
- De la bourse, op. 337
- Petite Louise, op. 339
- Polka Shawl, op. 343
- Vers la liberté, op. 345
- De la patrie, op. 347
- À Toute allure, op. 348
- Joyeux conseiller, op. 350
- La Bayadère, op. 351
- Des Bords du Danube, op. 356
- Prends la !, op. 358
- Salut d'Autriche, op. 359
- Polka de la Chauve-Souris, op. 362
- Polka Tic Tac, op. 365
- Sur les rives de la Moldau, op. 366
- Heureux soit celui qui oublie, op. 368
- Je vous en prie !, op. 372
- À la chasse, op. 373
- Lumière et obscurité, op. 374
- Polka du Point sur le i, op. 377
- Galop des bandits, op. 378
- La Petite amie du soldat, op. 379
- Petits bouquets de bal, op. 380
- Polka parisienne, op. 382
- Partons maintenant !, op. 383
- Waldine, op. 385
- Viens vite !, op. 386
- Promenade des compagnons, op. 389
- Impétueux en amour et dans la danse, op. 393
- Danses, cher amour !, op. 394
- Les Amoureux aiment bien se chiner, op. 399
- Mieux vaut tourner sa langue 7 fois dans sa bouche, op. 401
- Soit...soit, op. 403
- Violetta, op. 404
- Du nord et du sud, op. 405
- Prompt à l'action, op. 409
- Polka de Pappacoda, op. 412
- Nous ne sommes pas si inquiets !, op. 413
- Les colombes de San Marco, op. 414
- Annina, polka-mazur, op. 415
- Présentation de la fiancée, op. 417
- Aventure de guerre, op. 419
- La Diseuse de bonne aventure, op. 420
- Polka des Hussards, op. 421
- Sur la Volga, polka, op. 425
- Divertissement des soldats, op. 430
- Joie au campement, op. 431
- En avant avec courage !, op. 432
- En Piste !, op. 436
- Par téléphone, op. 439
- Critiques impartiales, op. 442
- La reine de cœur, op. 445
- Polka des diplomates, op. 448
- Nouvelle polka en pizzicato, op. 449
- Galop de Ninetta, op. 450
- Le Comité prend de la hauteur !, op. 457
- Danse avec le manche à Balai !, op. 458
- Tournesol, op. 459
- Bonté divine !, op. 464
- Amour et mariage, op. 465
- Galop du tic tac, op. 466
- Ne te plains pas !, op. 472
- Là s'inclinent les frontons, op. 474
- Saisis ta chance !, op. 475
- Polka en pizzicato

### Marches
- Marche des patriotes, op. 8
- Marche Austria, op. 20
- Marche de fête, op. 49
- Marche de la révolution, op. 54
- Marche des étudiants, op. 56
- Marche de la Garde Nationale de Brno, op. 58
- Marche de l'Empereur François-Joseph, op. 67
- Marche du triomphe, op. 69
- Marche de la garnison de Vienne, op. 77
- Marche du cavalier Ottinger, op. 83
- Marche des chasseurs impériaux, op. 93
- Efforts unis, op. 96
- Marche du Grand-Duc, op. 107
- Marche des cuirassiers saxons, op. 113
- Marche viennoise du salut de joie, op. 115
- Marche de joie pour le rétablissement de l'Empereur François Joseph Ier, op. 126
- Marche du caroussel, op. 133
- Marche de la couronne, op. 139
- Marche pour le rétablissement de l'Archiduc Guillaume, op. 149
- Marche de Napoléon, op. 156
- Marche de l'alliance, op. 158
- Marche du couronnement, op. 183
- Marche du Prince Bariatinsky, op. 212
- Marche des combattants allemands, op. 284
- Marche de fraternité, op. 287
- Marche persane, op. 289
- Marche en hommage au Tsar Alexandre, op. 290
- Marche égyptienne, op. 335
- Marche d'Indigo, op. 349
- Marche-Fantaisie russe, op. 353
- Marche de la haute Autriche, op. 371
- Marche de la fête de jubilé, op. 396
- Marche de la guerre joyeuse, op. 397
- Prêt à l'attaque !, op. 398
- Marche du matador, op. 406
- Vive les Habsbourg !, op. 408
- Marche russe, op. 426
- Marche du cavalier, op. 428
- Marche espagnole, op. 433
- Marche de Ninetta, op. 447
- Marche de fête II, op. 452
- À la vôtre !, op. 456
- C'était si beau, op. 467
- Marche de jubilé du maître allemand, op. 470
- Où flotte notre bannière, op. 473
- Visez, tireurs fédéraux !, op. 478
- Marche patriotique, sans numéro d'opus

### Quadrilles
- Quadrille du début, op. 2
- Quadrille de Cythère, op. 6
- Quadrille du puits d'amour, op. 10
- Quadrille serbe, op. 14
- Quadrille des elfes, op. 16
- Quadrille des démons, op. 19
- Quadrille de la bohémienne, op. 24
- Quadrille Odéon, op. 29
- Quadrille du siège de La Rochelle, op. 31
- Quadrille d'Alexandre, op. 33
- Quadrille de l'industrie, op. 35
- Quadrille de Wilhelmine, op. 37
- Quadrille de la reine de Leon, op. 40
- Quadrille de fête, op. 44
- Quadrille de Martha, op. 46
- Quadrille des admirateurs impatients, op. 48
- Quadrille de Marie, op. 51
- Quadrille d'Annika, op. 53
- Quadrille de l'éclair, op. 59
- Quadrille sans souci, op. 63
- Quadrille de Nikolai, op. 65
- Quadrille des artistes, op. 71
- Quadrille de Sophie, op. 75
- Quadrille de l'attaque, op. 76
- Quadrille bon vivant, op. 86
- Quadrille du bal slave, op. 88
- Quadrille de la fête des masques, op. 92
- Quadrille promenade, op. 98
- Quadrille vivat, op. 103
- Tête à tête, op. 109
- Quadrille des mélodies, op. 112
- Quadrille du bal de la cour, op. 116
- Quadrille nocturne, op. 120
- Quadrille d'Indra, op. 122
- Quadrille Satanella, op. 123
- Quadrille du moteur, op. 129
- Quadrille du bouquet, op. 135
- Quadrille du chahut du carnaval, op. 152
- Quadrille de l'étoile du nord, op. 153
- Quadrille de l'élite du commerce, op. 166
- Quadrille de la bijouterie, op. 169
- Les Terrasses de Strelna, op. 185
- La Berceuse, op. 194
- Le Beau monde, op. 199
- Quadrille des artistes II, op. 201
- Quadrille de Dinorah, op. 224
- Quadrille d'Orphée, op. 236
- Quadrille des nouvelles mélodies, op. 254
- St-Petersbourg, op. 255
- Quadrille des chansonnettes, op. 259
- Quadrille du bal masqué, op. 272
- Quadrille des Lieder, op. 275
- Quadrille de Faust, op. 277
- Quadrille de la saison, op. 283
- Quadrille sur des airs français, op. 290
- Quadrille de l'Africaine, op. 299
- Bal champêtre, op. 303
- Quadrille du premier bonheur du Jour, op. 327
- Quadrille Slovaque, op. 338
- Quadrille du festival, op. 341
- Quadrille d'Indigo, op. 344
- Quadrille de la rotonde, op. 360
- Quadrille de la chauve-souris, op. 363
- Quadrille de Cagliostro, op. 369
- Quadrille de Methusalem, op. 376
- Quadrille du bal masqué de l'opéra, op. 384
- Quadrille des dentelles, op. 392
- Quadrille de la guerre joyeuse, op. 402
- Quadrille d'une nuit à Venise, op. 416
- Quadrille du Baron tzigane, op. 422
- Quadrille de Simplicius, op. 429
- Quadrille de Ninetta, op. 446
- Quadrille de Jabuka, op. 460
- Quadrille de WaldMeister, op. 468
- Quadrille de la déesse de la raison, op. 476
- Quadrille de tir, sans numéro d'opus (œuvre commune)

### Ballet
- Aschenbrödel (Cendrillon, 1899)

## Musique lyrique

### Opéra
- Ritter Pasmán (Le Cavalier Pasman, 1892)

### Opérettes
- Indigo und die 40 Räuber (Indigo et les 40 brigands, 1871)
- Der Karneval in Rom (Le Carnaval à Rome, 1873)
- Die Fledermaus (La Chauve-Souris, 1874)
- Cagliostro in Wien (Cagliostro à Vienne, 1875)
- Prinz Methusalem (Mathusalem, 1877)
- Blinde Kuh (Colin-Maillard, 1878)
- Das Spitzentuch der Königin (Le Mouchoir de la reine, 1880)
- Der lustige Krieg (La Guerre des femmes, 1881)
- Eine Nacht in Venedig (Une nuit à Venise, 1883)
- Der Zigeunerbaron  (Le Baron tzigane, 1885)
- Simplicius (1887)
- Jabuka (1894)
- Waldmeister (1895)
- Die Göttin der Vernunft (La Déesse Raison, 1897)
- Wiener Blut (Sang viennois, 1899)